# Neminem vestrum
Neminem vestrum es una encíclica del Papa Pío IX publicada el 2 de febrero de 1854 y  dirigida al episcopado de Armenia y, más específicamente al clero y al pueblo católico de la provincia de Constantinopla.
El documento parte expresando su gran amor por la nación católica armenia, señalando que, a pesar de las medidas adoptadas por la Santa Sede, se encuentra preocupado por la discordia y el cisma de dicha iglesia.
Al respecto, Pío IX condena la difusión de escritos polémicos en lenguas vernáculas, invitándolos a superar las causas de la división, restableciendo condiciones de paz y entendimiento a largo plazo.